# Cartel hutt
Organisation criminelle apparaissant dans
Star Wars.
Histoire et évènements
Le Cartel hutt, ou Clans hutts, organisation qui dirige l'Espace hutt, est un syndicat du crime fictif de l'univers de Star Wars.

## Univers officiel

### Chute de l'influence
Pendant l'ère républicaine, le Cartel hutt étend son influence sur la majorité de la Galaxie. Toutefois, l'avènement de l'Empire galactique amène les hutts à devoir réduire leurs activités dans certains territoires, ce qui affaiblit notablement l'organisation hutt[réf. nécessaire].

### Extermination du Conseil
Durant cette période, manipulé par l'Aube écarlate, le Cartel hutt décide de s'attaquer à un vaisseau impérial. Toutefois, le Sith Dark Vador décide alors de tuer tous les dirigeants hutts en vengeance. Il n'épargne que Jabba afin de permettre d'éviter une chute de l'économie en Bordure extérieure. Ainsi, Jabba devient le seul dirigeant de l'Espace hutt, mais meurt peu après. Il laisse alors derrière lui un cartel fracturé qui peine à se reconstruire face aux autres syndicats du crime de la Galaxie qui s'en renforcent,.

### Après l'ère impériale
Pendant plusieurs années, Bib Fortuna dirige ce qu'il reste de l'empire criminel de Jabba à Tatooine, fort probablement sous le service des vestiges du Cartel hutt[réf. nécessaire].
Cinq ans plus tard, deux hutts, les Jumeaux, se rendent alors sur Tatooine afin de réclamer à Boba Fett l'héritage de Jabba. En effet, Boba a entre-temps pris le titre de daimyo de Tatooine, anciennement attribué à Jabba jusqu'à sa mort. Toutefois, les autres principaux groupes criminels tentent alors aussi d'en prendre le contrôle.

## Univers Légendes

### Débuts
L'espèce hutt apparaît à Varl. Progressivement, en quittant leur monde natal, les hutts, alors des guerriers, étendent l'Espace hutt en asservissant d'autres peuples. Vers 25 000 av. BY, leurs frontières touchent celles de l'empire de Xim le Despote. Une guerre s'ensuit. Après deux défaites à Vontor, Xim tente à nouveau d'enfin gagner à Vontor. Toutefois, les hutts, ayant alors récemment formé une armée composée de klatooiniens, de niktos et de vodrans, gagnent cette troisième bataille. Xim meurt plus tard prisonnier des hutts.
L'Espace hutt émergent doit dès lors maîtriser le Tionese pris à Xim et peuplé d'humains. En parallèle, d'autres humains arrivent des mondes du Noyau et s'attaquent à ceux du Tionese. Les hutts, redoutant la formation d'une puissante coalition d'humains du Tionese, s'y attaquent alors. Les humains survivant à l'attaque hutt s'allient alors à la République galactique naissante, mais aucune guerre ne fait s'affronter le gouvernement du Noyau et les clans hutts. Au fil des siècles, le Cartel hutt signe de nombreux traités avec la République.

### Expansion économique
Les hutts laissent la République galactique conquérir les territoires de la Bordure extérieure. Cela permet en effet à l'Espace hutt d'étendre sa sphère d'influence, en plus d'une superficie considérable. Durant la guerre des clones, les hutts surtaxent les passages par les routes qu'ils contrôlent, afin de bénéficier du conflit qui mobilise les forces républicaines et séparatistes.

### Chute
La fondation de l'Empire galactique limite fortement les activités hutts. Sauf quelques exceptions que le Cartel hutt contrôle, l'esclavage est interdit par l'Empire, alors qu'il s'agissait de l'une des principales sources de la richesse hutt. Sarn Shild, un moff impérial obtient officiellement la charge de diriger l'Espace hutt, sans que cela soit réellement mis en application du fait du contrôle hutt déjà ancré. En parallèle, l'Empire annexe des territoires hutts, en leur laissant toutefois une certaine liberté : le Cartel est l'une des principales sources de revenus de l'Empire.
Après la chute de l'Empire, l'Espace hutt s'allie à la Nouvelle République. L'invasion yuuzhan vong ravage le territoire du fait de la vongformation de nombreux mondes. Plusieurs clans délocalisent vers Tatooine par exemple. En une décennie cependant, après l'invasion, les hutts réussissent à se réinstaller dans leurs anciennes planètes. Ils s'allient ensuite à la Confédération corellienne contre l'Alliance galactique.

## Politique
Le Cartel hutt est dirigé par le Conseil des Anciens, ou Grand conseil hutt, au sein duquel les différents clans hutts sont représentés par les cinq chefs de famille les plus importants. Il est fondé à Nal Hutta vers 15 000 av. BY, à la suite d'une importante guerre civile. Le Conseil gère notamment les questions de droits, de territoires, d'héritage et calme les rivalités pour conserver le syndicat sur le long terme,.
Les clans hutts s'organisent selon un principe qu'ils nomment kajidic, pensée répandue par Budhila Hestilic Amura. Celle-ci considère les rivalités entre les différents clans hutts comme le meilleur moyen de faire progresser le Cartel. Toutefois, elle s'oppose aux conquêtes et guerres contre les autres peuples, qui affaibliraient l'organisation au lieu d'étendre son influence.  
Les différents clans hutts sont ainsi appelés kaijidics. Les cinq plus importants kajidics siègent au Conseil. Les deux familles les plus puissantes parmi ces cinq sont les Desilijic et les Besaidii.

## Localisation

### Univers officiel
Le Cartel possède un territoire d'échelle galactique, l'Espace hutt. Il comprend notamment le monde natal des hutts, Nal Hutta, son satellite naturel Nar Shada, ainsi que par exemple la planète d'origine des toydariens, Toydaria.

#### Tatooine
Pendant longtemps, les hutts possèdent Tatooine. Gardulla et Jabba notamment en obtiennent pendant une durée le contrôle. Après la mort de Jabba, la planète est prise par son majordome Bib Fortuna. Dès lors, le Cartel hutt ne contrôle plus Tatooine, d'autant plus que Boba Fett s'installe ensuite sur le trône qui appartenait à jabba après avoir tué Bib. Des hutts, les Jumeaux, tentent de récupérer la planète pour son intérêt stratégique, mais le Syndicat pyke, rival du Cartel hutt, commence à prendre en parallèle le contrôle de Tatooine.

## Membres
Le clan Besaidii est dirigé dans les derniers temps de la République galactique par Arok. Gardulla, autre membre du clan Besaidii, Gardulla, possède le contrôle de Tatooine jusqu'à l'arrivée de Jabba,.
Jabba, fils du réputé miséricordieux Zorba, commande quant à lui la famille Desilijic. Sa grand-mère, surnommée « Mama », est l'une des hutts les plus âgés du temps de la guerre des clones. Jabba possède aussi des cousins : Crakka et les Jumeaux. Crakka est tué après avoir tenté de trahir Jabba, tandis que les Jumeaux, un frère et une sœur, viennent réclamer auprès de Boba Fett l'héritage à la suite de la mort de Jabba, mais y renoncent alors que le Syndicat pyke commence à prendre le contrôle de Tatooine. Le fils de Jabba, Rotta, est enlevé par Ziro, hutt très influent du fait d'informations cruciales sur le Conseil en sa possession, pendant la guerre des clones mais rendu à son père par Anakin Skywalker et Ahsoka Tano. Ziro est ultérieurement tué pour d'autres raisons par Sy Snootles,,,,.
D'autres hutts aussi sont connus. Boonta Hestilic Shad'ruu est honoré annuellement à Tatooine par la Classique de Boonta Eve. Myarga possède la particularité d'être un cyborg et combat aux côtés des Jedi du temps de la Haute République. En guerre des clones, cette fois, Gorga sert de comptable au Conseil, au sein duquel Marlo siège alors depuis près de deux siècles jusqu'à sa mort peu de temps avant que Jabba ne meure à son tour. Oruba, autre hutt du Conseil, est tué par Savage Opress après avoir refusé de rejoindre le Collectif de l'Ombre créé par Maul. Enfin, Bokku tente de trahir Jabba sous l'ère impériale en s'alliant à Dark Vador,,.

### UniversLégendes
Vers 130 ap. BY, Vedo Anjiliac Atirue dirige le clan Anjiliac. Dans la même période, la hutt Queen Jool possède deux cantinas à Coruscant. Ces deux hutts font alors partie du Conseil[réf. nécessaire].

## Concept et création
Lorsqu'ils apparaissent en prise de vues réelles, les hutts sont généralement représentés en images de synthèse. C'est le cas de Jabba dans Un nouvel espoir et La Menace fantôme, mais aussi des Jumeaux dans Le Livre de Boba Fett. Il existe toutefois une exception : Jabba est animé par des marionnettistes dans Le Retour du Jedi.

## Analyse
L'apparence du hutt évoque celle du dragon, et par conséquent le Mal dans la culture occidentale. Par ailleurs, le Cartel hutt s'équipe d'esclaves et de chasseurs de primes, et un palais comme celui de Jabba semble non seulement se rapprocher de l'antre d'un dragon mais peut aussi être rapproché d'une représentation de divers vices en les personnages des hutts, qui physiquement et moralement sont mauvais.
Par ailleurs, l'inspiration pour la conception de l'organisation du Cartel hutt semble provenir d'organisations criminelles de la réalité, avec un certain nombre de réglementations de silence et une structure familiale[réf. nécessaire].